# Xã Pleasant Lake, Quận Aurora, Nam Dakota
Xã Pleasant Lake (tiếng Anh: Pleasant Lake Township) là một xã thuộc quận Aurora, tiểu bang Nam Dakota, Hoa Kỳ. Năm 2010, dân số của xã này là 74 người.